# Gulistan Mirzaei
Gulistan Mirzaei (* 20. Jahrhundert) ist ein afghanischer Dokumentarfilmer.
Geboren in Afghanistan, verbrachte Mirzaei den größten Teil seines Lebens als Heranwachsender als Flüchtling im Iran. Nach dem Fall des Taliban-Regimes im Zuge der Operation Enduring Freedom kehrte er 2001 in sein Geburtsland zurück. Hier arbeitete er als Assistent des Herausgebers der Zeitung Kabul Weekly. Später wurde der Regisseur Siddiq Barmak sein Mentor und Mirzaei wandte sich dem Film zu und arbeitete als line-producer für den US-amerikanischen Sender Voice of America. Er begann schließlich für Al Jazeera als Regisseur für eine Dokumentarreihe tätig zu werden und lehrte das Filmemachen an einer Kabuler Schule. In Afghanistan lernte Mirzaei seine spätere Frau, die Dokumentarfilmerin Elizabeth Mirzaei, kennen. Sie arbeiten seither bei gemeinsamen produzierten und inszenierten Dokumentarproduktionen eng zusammen. Für Laila at the Bridge, der 2018 erschien und international gezeigt wurde, erhielt Mirzaei 2014 Unterstützung durch den IDFA Bertha Fund. 2017 folgte die Unterstützung durch den Gucci-Tribeca Documentary Fund. Mirzaei immigrierte später in die Vereinigten Staaten, kehrte aber immer wieder nach Afghanistan zurück.
Für den 2021 entstandenen, gemeinsamen Film Drei Lieder für Benazir wurden Mirzaei und seine Frau bei der Oscarverleihung 2022 für einen Oscar in der Kategorie Bester Dokumentar-Kurzfilm nominiert. Die Weltpremiere fand 2021 auf dem Full Frame Documentary Film Festival statt.
Im Jahr 2022 wurden seine Ehefrau und er in die Academy of Motion Picture Arts and Sciences (AMPAS) berufen, die alljährlich die Oscars vergibt.
Das Ehepaar gründete mit Mirzaei Films eine eigene Produktionsfirma. Die beiden verfolgen das Ziel, einen Einblick in das Afghanistan zu gewähren, der sich aus der indigenen Perspektive mit dem Land beschäftigt. Sie haben zwei Töchter. Ihr Leben pendelte zwischen Kalifornien und Afghanistan.

## Filmografie (Auswahl)
- 2013: Stranded in Kabul
- 2014: Farewell Kabul
- 2016: For Sardar: The Afghan Journalist
- 2018: Laila at the Bridge
- 2021: Drei Lieder für Benazir (Three Songs for Benazir)